# Конгрегатская икона Божией Матери
Конгрегатская икона Божией Матери — это копия Снежной иконы Божией Матери из римской базилики Санта-Мария-Маджоре. Икона была привезена из Рима доминиканцами в середине XVII в. и подарена канцлеру Великого княжества Литовского Альбрехту Станиславу Радзивиллу; затем она попала к шляхтичу Войтеху Желяровскому, жившему близ Гродно. Желяровский в 1664 году завещал икону студенческой конгрегации гродненского иезуитского коллегиума.
Икона написана масляными красками на медной пластине размером 17 × 22 см. Небольшой размер говорит о том, что икона могла быть паломнической. В XVII веке образа с изображением Девы Марии и Иисуса носили на груди в специальном мешочке.
В 1686 году комиссия, собранная виленским епископом, официально признала икону чудотворной. В 1705 году икону установили в каплице Гродненского фарного костёла.
На раме вокруг иконы можно увидеть украшения из золота и серебра — сердечки, вылитые формы рук и ног, крестики. Это «воты» — благодарность и пожертвования прихожан Божией Матери. 28 августа 2005 года икона прошла акт коронации.